# Camptorrhiza strumosa
Camptorrhiza strumosa là một loài thực vật có hoa trong họ Colchicaceae. Loài này được (Baker) Oberm. miêu tả khoa học đầu tiên năm 1961.
Khu vực phân bố: Nam Phi, Angola, Mozambique, Zambia, Zimbabwe, Botswana, Namibia và dải Caprivi.